# 3인의 기사 (2018년 텔레비전 애니메이션)
3인의 기사(영어: Legend of the Three Caballeros)는 2018년에 필리핀 최초공개를 하였고, 2020년에 디즈니+에서 최초공개를 하였다, 2021년에 디즈니XD에서 최초로 방영이 되었다. 원작은 1944년 개봉을 한 3인의 기사에 모티브를 따온 것이다.

## 목소리 출연

### 한국어판
- 도날드 덕 : 김환진
- 데이지 덕 : 최덕희
- 판치토 : 박영재
- 호세 : 윤세웅
- 잔드라 : 김현심
- 셸드구스 : 손종환
- 펠드레이크 : 한복현
- 에이프릴 : 최덕희
- 메이 : 전진아
- 기타배역 :

## 한국어 연출
- 번역 : 이레
- 대사 연출 : 박원빈 (STORM)
- 기술 : 이형주
- 한국어 제작 : Disney Character Voices International,Inc.
- 기획 : 월트디즈니컴퍼니코리아 유한책임회사